# 华山瑶族乡
华山瑶族乡，是中华人民共和国湖南省郴州市桂阳县下辖的一个乡镇级行政单位。

## 行政区划
华山瑶族乡下辖以下地区：
大溪村、黄家村、中华村、东岗村、小溪村和里白村。